# Атавальпа
Атава́льпа, Атаульпа (кеч. Atawallpa, ісп. Atahualpa; близько 1502 — 26 липня 1533) — останній Сапа Інка (імператор) Тавантінсую. Атавальпа був сином імператора Вайна Капака. Він та його брат Васкар почали міжусобну війну після смерті батька. У виснажливій боротьбі переміг Атавальпа, який спирався на численну армію та генералів.

## Життєпис

### Молоді роки
Походив з династії Верхнього Куско. Був сином імператора Вайни Капака та Токти Кока, представниці чибча-муїска. Народився на півночі імперії. Він був сином останньої принцеси держави Кіту. По материнській лінії був останнім нащадком ширі (царів) з роду Дучіцелья. Здобув освіту у дусі Кіту, на нього вплинула ненависть до Інків та Куско. Водночас на відміну від інших братів не навчався в імператорській школі ячавасі.
Перший військовий досвід отримав під час походу свого батька на землі сучасної Болівії, що були приєднані до держави інків. тут Вайна Капак підкорив плем'я чарків. Надалі відзначив у походах на півдні імперії (центральна частина сучасного Чилі). Згодом разом з батьком і старшим братом Нінаном Куйочі звитяжив під час придушення повстання племені патів (південна Колумбія).
Супроводжував батька у походах проти племені карангів. Згодом оселився з Вайною Капаком у м. Кіту (столиці колишньої держави Кіту), яка була перетворена у другу столицю. В цей час зумів завоювати довіру батька, розраховуючи на отримання високої посади. Втім у 1527 році імператор призначив своїм спадкоємцем іншого сина — Нінана Куйочі. Але останній незабаром помер. Тоді прихильники оголосили, що Вайна Капак розділив державу на дві частини — «віцекоролівство» в Кіту віддав Атавальпі, а владу Сапа Інки іншому сині Васкару.

### Боротьба за владу
У 1527 році Васкар оголосив себе Сапа Інкою. Деякий час Атавальпа демонстрував вірність новому імператору, але зрештою виступив про нього. Окрім бажання отримати владу Атавальпа бажав помститися за знищення батьківщини своєї матері. Війна проти Васкара стала для нього війною проти Куско, проти його жителів.
На чолі свого війська Атавальпи поставив Чалкучіма, Кіскіс, Руміньяві, Укумарі. Спочатку вони завдали поразки племені каньярі. Слідом за цим у битві при Чочавайласі завдали поразки племені чачапоя. У результаті цього захоплено місто Кахамарка.
За наказом Сапа Інки місто Хауха було перетворено на нову базу, але після перемоги військ Атавальпи у Мантарського мосту, війська Васкара відступили на північ. У 1532 році Атавальпі вдалося зібрати більшу армію (близько 100 тис.) проти Васкара, який виступив на чолі 60 тис. війська. У дводенній битві при річці Котапампа Васкар зазнав нищівної поразки і поранений був захоплений в полон.
Перемога над Васкаром відкривала для Атавальпи шлях до внутрішнього перетворення Тавантінсую. Пристрасним бажанням переможця було зійти на трон Інків. Разом з тим він хотів зберегти і сама держава інків. Тих же, хто перебував при владі в цій державі з моменту його виникнення Атавальпа вирішив знищити всіх до одного.
Спочатку відбулася церемонія сходження на трон, яку провів верховний жрець Кусі Юпанкі. Останнього новий Сапа Інка доручив наглядати над виконанням свого наказу щодо знищення знаті Куско. Безпосереднє виконання страт доручено військовикам Атавальпи. Через глашатаїв вони віддали наказ, щоб всі кусканці, що належать до капак айлью (імператорської громади), в першу чергу брати і сестри Васкара, його дружини, діти (включаючи немовлят), все вище духовенство, науковці та представники знатних родів Куско зібралися на схилах гори Яуіри. Атавальпа заздалегідь гарантував їм повну безпеку. Коли ті зібрали, вояки Атавальпи оточили їх, а потім знищили, зокрема були вбиті усі родичі попередніх Капак Інків та Сапа Інків, 35 зведених братів Атавальпи, вагітні дружини Васкара.
Особливу ненависть Атавальпа почував до померлого імператора Тупак Юпанкі, що захопив державу Кіту. Мумію останнього за наказом Атавальпи було спалено. У столиці було оголошено на кшталт надзвичайного воєнного стану. У цей період військовики Кіскіс сам вирішував, в яких районах міста буде страчено кожного п'ятого жителя, а в яких — кожного третього.
Після цього Атавальпа вирушив до Кахамарки.

### Загибель
Ще до свого повернення у столицю Куско, під час перебування у місті Кахамарка, Атавальпа погодився прийняти іспанську експедицію на чолі з Франсиско Пісарро, але під час візиту іспанці несподівано захопили Атавальпу в полон (так звана битва при Кахамарці). Після отримання величезного викупу іспанцями, Атавальпу було страчено 26 липня 1533 року, а поховано в Кахамарці 29 серпня того ж року.
Формальним наступником Атавальпи став Тупак Уальпа, маріонетковий правитель інків під владою іспанців.
Археологи у лютому 2017 року виявили унікальне поховання, що належить Атавальпі. Споруджене у вигляді кам'яної споруди кубічної форми висотою 80 метрів. Ця споруда розташована в Національному парку Еквадору в Андах у густих лісах Амазонки.[неавторитетне джерело]